# Nāḩiyat Markaz al Qunayţirah
Nāḩiyat Markaz al Qunayţirah (arabiska: ناحية مركز القنيطرة) är ett subdistrikt i Syrien.   Det ligger i provinsen al-Qunaytirah, i den sydvästra delen av landet, 70 km sydväst om huvudstaden Damaskus.
Trakten runt Nāḩiyat Markaz al Qunayţirah består till största delen av jordbruksmark. Runt Nāḩiyat Markaz al Qunayţirah är det ganska glesbefolkat, med 24 invånare per kvadratkilometer.